# Talisman
Pour les articles homonymes, voir Talisman (homonymie).
Un talisman (de l'hébreu tselem signifiant « image ») est un objet qui obéit tant à des lois, à des correspondances qu’à une fabrication et qu’il fait appel à un raisonnement le plus souvent symbolique et analogique. Son action est due à la substance sacrée qu’il contient, texte, lettres, objets ou un élément analogiquement favorable.

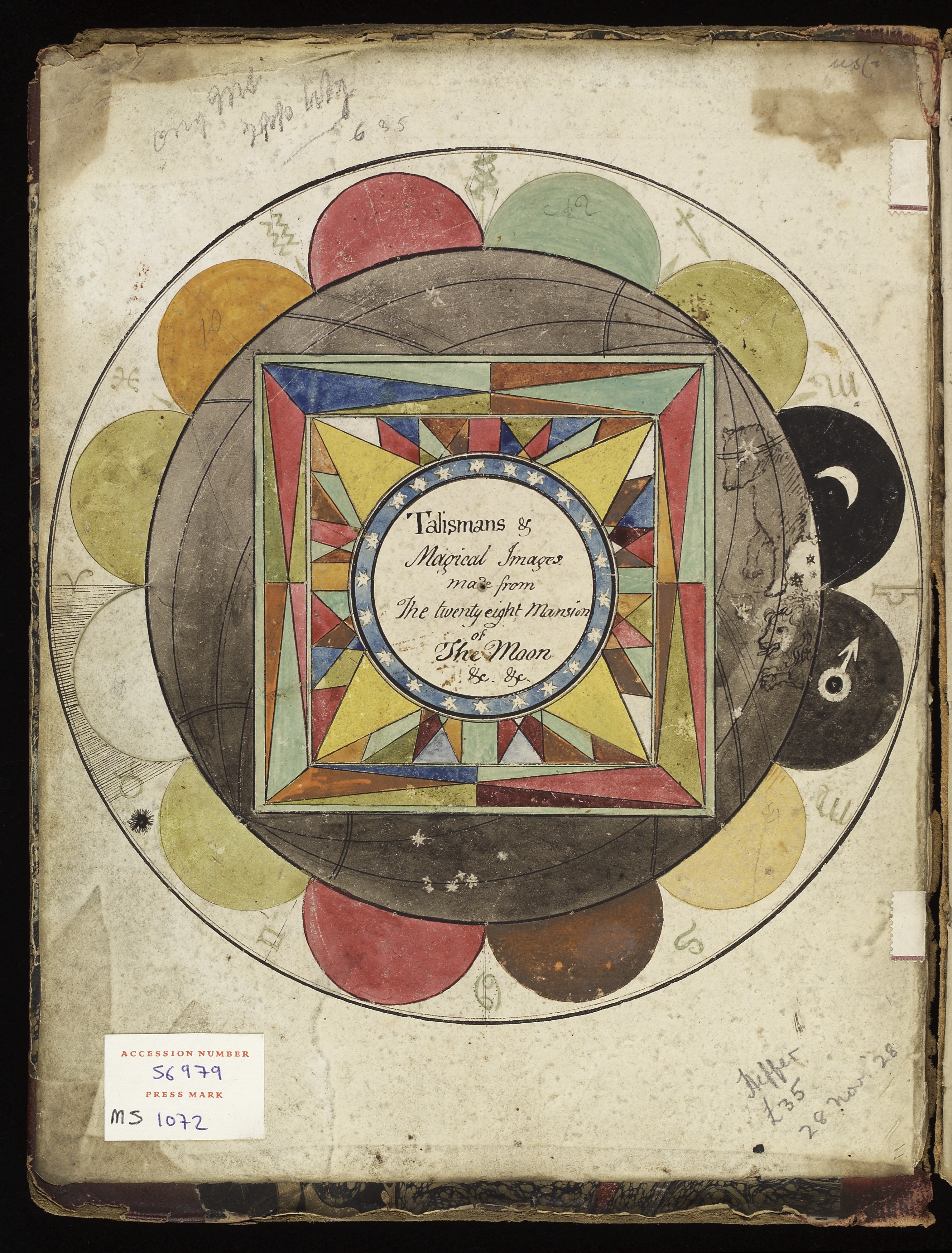
Talismans astrologiques.

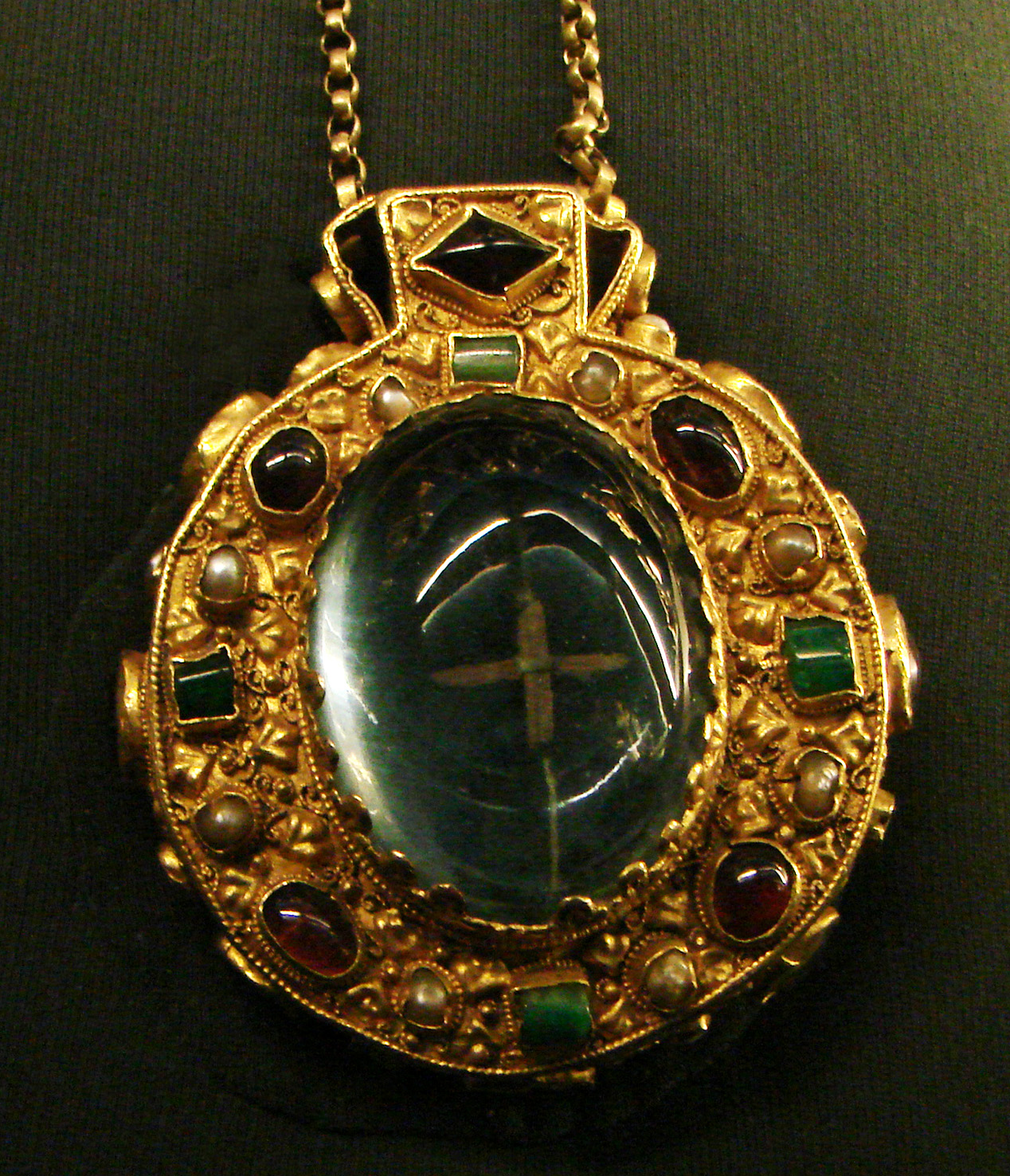
Bijou dit « Talisman de Charlemagne », pendentif-reliquaire, IXe siècle, Palais du Tau, Reims, France.

Ce terme inclut toujours un sens prophylactique, des vertus de protection et de pouvoirs magiques.

## Distinctions
D’après David Rouach il convient de distinguer le talisman de l’amulette et du pantacle

### L’Amulette
Le mot vient du latin   amuletum . Ce terme induit toujours un sens prophylactique, tant médical que magique puisque, pendant longtemps, maléfice équivalait à maladie. Bien souvent, l’amulette tire sa substance du monde animal ou végétal: scarabée, scorpion, arbre.. c’est la forme la moins évoluée du talisman.
D’après James George Frazier, il s’agit d’un rite d’inoculation car, en se pénétrant de la substance de l’être redouté ou simplement en prenant contact avec lui ou avec son image, l’homme devient une portion de cet être et acquiert ainsi une certaine immunité qui le préserve de ses atteintes: ainsi pour se protéger des piqûres de scorpion par exemple, on applique sur soi la bête qui a mordu ou son image

### Le pantacle
Le pantacle représente la forme la plus élaborée du talisman. Ce mot vient du grec   pan qui signifie « tout »; il évoque l’idée d’un objet qui contient le tout, c’est-à-dire une synthèse du  macrocosme. En effet, une notion supplémentaire intervient, déjà perceptible dans le talisman: il s’agit de l’astrologie ou science des influences célestes 

## Théories

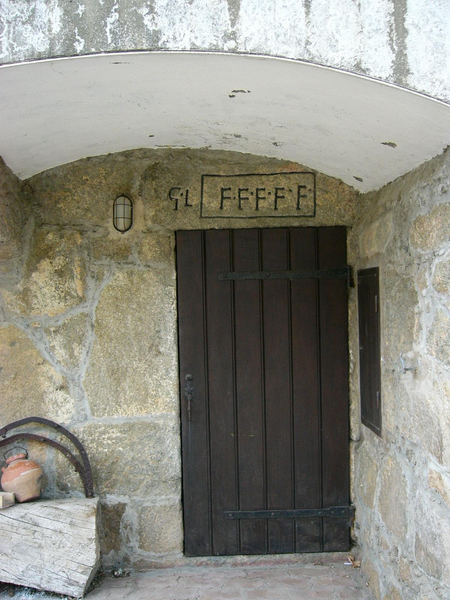
L'inscription « FFFFF » (Fortuna, Fammi Fà Felice Fine) à Giuncheto, en Corse : Fortune, accorde moi une fin heureuse.

Pour certains auteurs, le talisman tient sa force des images qu'il porte, pour d'autres (Thomas d'Aquin, Marsile Ficin) de la matière dont il est fait. Albert le Grand, dans le De mineralibus justifie l'existence de talismans purement astrologiques. Sur cette lancée, le Speculum astronomiae (Le Miroir de l'astronomie), attribué à tort à Albert le Grand mais qui aurait peut-être pour auteur Richard de Fournival, a inventé la notion d’« image astrologique », talisman (imago) qui tire sa vertu uniquement des astres et qui ne doit donc rien aux démons, qui ne comporte aucune inscription, ni signe, ni rituel. Pour Thomas d'Aquin, les substances naturelles telles que les herbes et les pierres précieuses, peuvent avoir certains pouvoirs en liaison avec leurs affinités astrologiques, et il est légitime de s'en servir en médecine ; mais si des lettres ou caractères sont gravés sur les pierres ou des invocations et incantations utilisées avec les herbes, tout effet consécutif est l’œuvre de mauvais démons, et l’opérant a passé un pacte explicite ou tacite avec le Malin. Marsile Ficin fait une liste des sept choses qui peuvent attirer les influences célestes, d'après les planètes : Lune (pierres, métaux, etc.), Mercure (plantes, fruits, animaux), Vénus (poudres, vapeurs, odeurs), Soleil (mots, chants, sons), Mars (émotion, imagination), Jupiter (raison), enfin Saturne (contemplation intellectuelle, intuition divine).

## Exemple: le talisman de Catherine de Médicis
Célèbre est le talisman de Catherine de Médicis (1519-1589), mariée à Henri II (1533), déjà mère de François II (1544-1560). Pierre Béhar pense avoir trouvé la clef : la médaille porte des signes qui n'apparaissent que dans le De la philosophie occulte de Henri-Corneille Agrippa de Nettesheim (1533). Le talisman a été conçu, entre 1551 (naissance du futur Henri III) et 1554, et, selon Ivan Coulas, par Jean Fernel, premier médecin d'Henri II, et adepte de la philosophie occulte. L'avers montre un roi avec un aigle (Jupiter), et son signe (sorte de sablier, qui est un caractère géomantique de Jupiter) ; le roi fait face à une femme à tête d'oiseau et pieds d'aigle et tenant une flèche (Vénus), on lit Anael (nom de l'ange de Vénus, toujours chez Agrippa, III, 24) ; la fonction magique de cet avers est de favoriser l'amour entre Henri II et son épouse Catherine de Médicis. Le revers montre une image de Vénus tirée d'Agrippa (II, 42), avec son signe, la croix surmontée d'un cercle, et un nom, Haniel, nom de l'ange de Vénus (II, 22), et un autre nom, Asmodel, qui préside au signe du Taureau, et donc correspond à Vénus ; le thème est donc ici l'influence bénéfique de Jupiter (pouvoir, dynastie mâle) captée et conservée par Vénus. En hébreu, on lit des inscriptions sur l'avers, signifiant « Apparais-moi, ô Dieu » (Darag Ni El), « Donne-moi, je t'en conjure, la force » (Fara Na Heil)... ; sur le revers : « Accorde-moi tes vertus miraculeuses » (Hipes piliah), « De l’étrangère [femme étrangère] préserve mon époux » (Nechar Hofer Baal)...

## Talismans dans les traditions religieuses

### Judaïsme

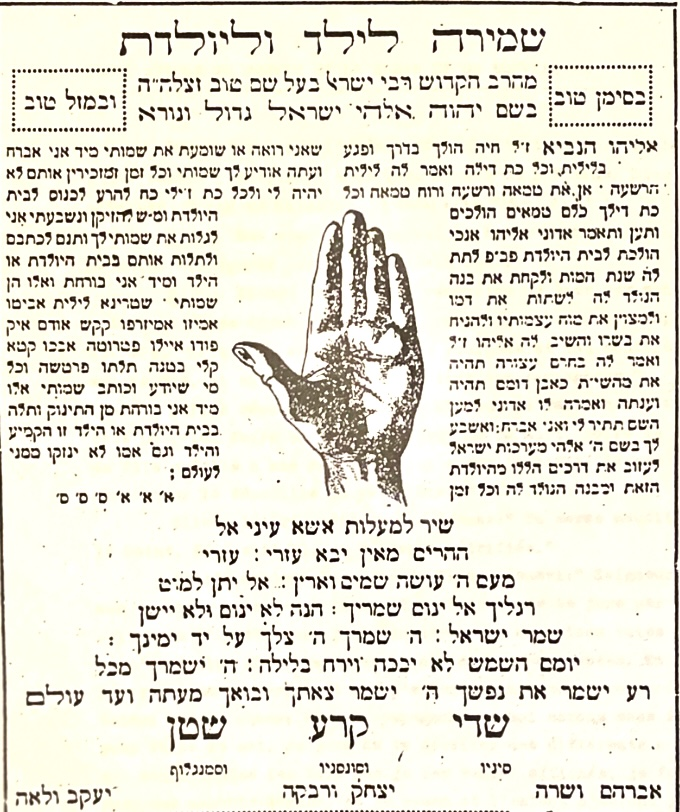
Talisman hébraïque.

Les talismans hébraïques se composent de deux éléments: la   baqqacha  ou prière incantatoire et le  qamea   (pluriel  qémiot   ) le talisman par excellence avec ses figures géométriques, ses mots, ses signes et ses chiffres.

L’incantation énonce généralement l’action que l’on désire produire de façon plus ou moins directe, elle contient le nom du sujet et celui de son père; l’appel aux puissances mystérieuses est le caractère essentiel des incantations. Six traits sont caractéristiques des incantations hébraïques: il n’y pas d’adjuration magique qui attirerait le châtiment de Dieu; il est fait référence au mauvais œil; il est mention aux démons et aux esprits malfaisants; il est fait appel aux différents noms de Dieu; le  psaume 121   Chir Lama alot   ou « cantiques des degrés » tient une place importante; chaque incantation est dirigée par un archange qui a de nombreux anges comme servants.

### Exemple: le talisman hébraïque qui protége la parturiente et son nouveau-né
Toujours en usage de nos jours, on l’accroche dans la chambre de l’accouchèe.( illustration ci-contre). Elle est destinée à protéger la parturiente et son nouveau-né de la mort, du mauvais œil  ain ha-rah  , des démons  shedim    et des esprits  ru-hot 
La baqqacha: (prière incantatoire).
Vœux: bon signe (bon augure) et bonne chance. La main: sauvegarde contre le mauvais œil
« Le prophète Elie rencontra un jour sur son chemin Lilith. Il lui dit: Lilith la méchante tu es souillée et ton souffle est empoisonné. Il en est de même pour tous tes compagnons. Lilith lui répondit: Seigneur Elie, je vais chez l’accouchée pour lui faire connaître le jour de sa mort, boire le sang du fils qu’elle a mis au monde, lui sucer la moelle de ses os et abandonner la dépouille du petit être. Le prophète Elie lui répondit en ces termes: tu seras maudite par le saint Béni et tu seras pétrifiée.
Dieu tout-puissant, détruit le Satan. Je lève mes yeux vers la montagne. D’où me viendra de l’aide? Mon aide viendra de Dieu, qui a fait le ciel et la terre. Qu’il fasse que ton pied ne se brise. Ton protecteur ne dort pas. Le protecteur d’Israel ne dort ni ne somneil. Dieu te garde. Dieu est ton ombre, à ta droite. Dieu te protège de tout mal, il protège ton âme. Dieu protège désormais tes allées et venue, à partir de maintenant et pour toujours ».

Le qamea: (figure de main)
Il s’agit d’un symbole très souvent rencontré dans les talismans hébraïques. Elle assure une protection contre le mauvais œil par les vertus mêmes de la main d’une part, et par le nombre magique cinq d’autre part

### Taoïsme

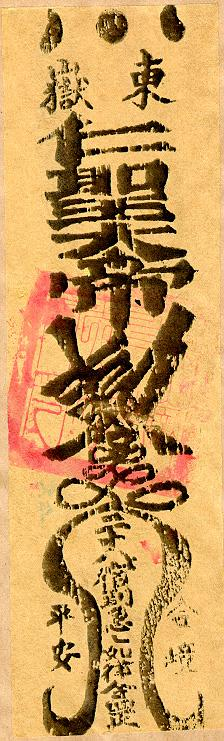
Talisman Fu de la Montagne de l’Est 东嶽 dongyue : « si vous possédez la Forme parfaite de la Montagne de l’Est, vous commanderez les hommes et les esprits » Wuyue zhenxing xulun

Les talismans (fu 符) sont des pièces de bois ou de métal, plus récemment de papier coloré (en gén. jaune, rouge ou bleu) couverts de signes figuratifs ou de symboles abstraits, écrits à l’encre noire ou rouge. Dans les milieux taoïstes, ils étaient vus comme des écrits d’origine céleste, des édits du monde spirituel ou des ordres venant d’une divinité, aptes à faire trembler les fantômes et les démons et à les maintenir sous contrôle.
Les talismans sont constamment présents dans le taoïsme depuis l’émergence des premières communautés au IIe siècle. À toutes les époques, les écrits taoïstes et les manuels de rituels, décrivent et listent de nombreux talismans.

### Celtique
Les rouelles étaient utilisés comme symbole de roue solaire et du cycle de la vie.

### Islam

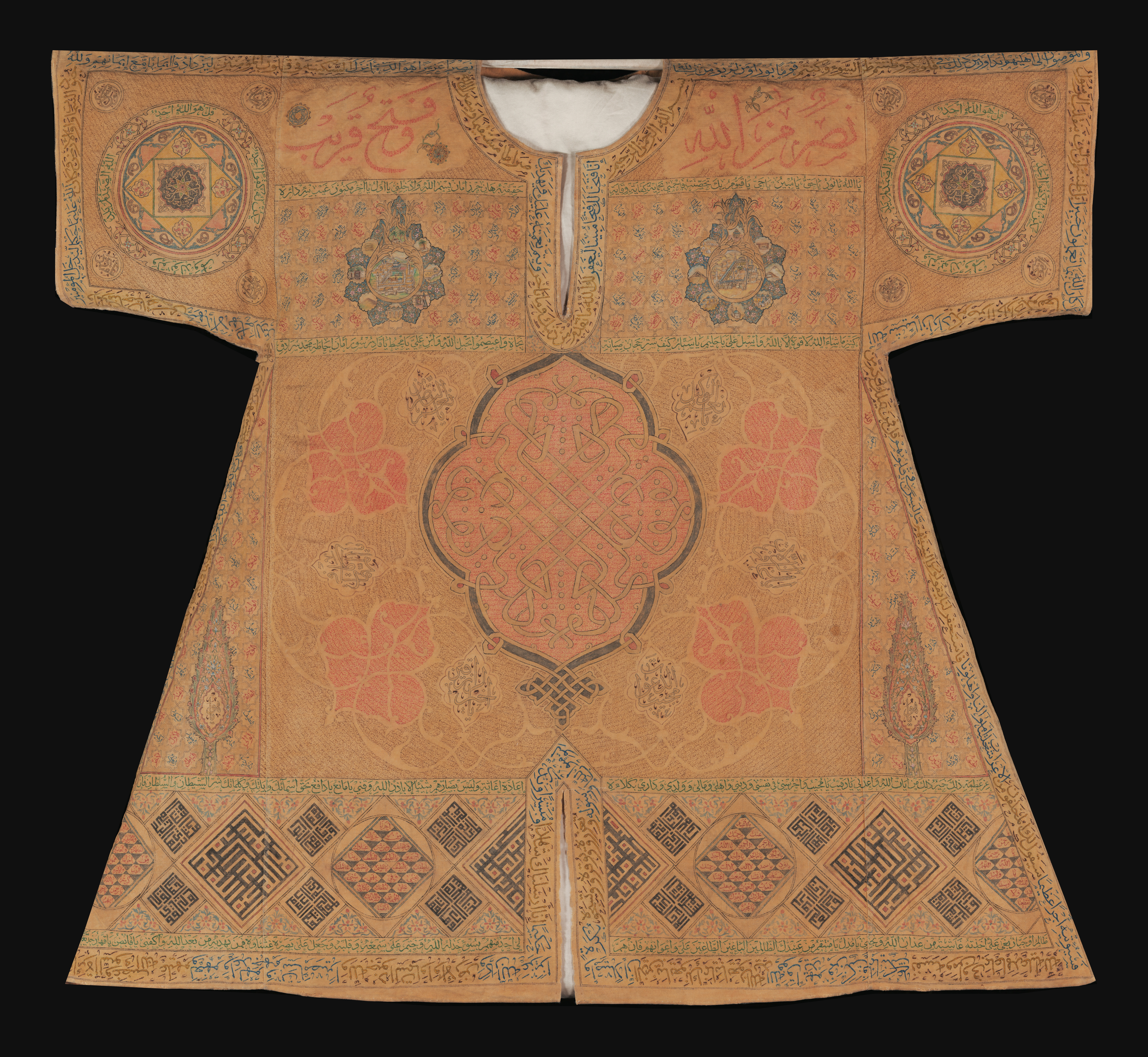
Chemise talisman d'un musulman. Des versets du Coran sont inscrits dessus, et la dénomination de Dieu dans l'islam. Il y a également le symbole des sites sacrés de La Mecque, de la mosquée al-Harâm, principale mosquée de La Mecque et de l'Islam. Cette chemise vient de Turquie, au XVIIe siècle.

### Animisme Africaine
Dans l'animisme en Afrique noire le talisman est encore appelé grigri une forme d'amulette ou d'objet mythique fabriqué par un maître servant de protection et ou bonheur à celui ou celle qui le porte.

### Œuvres de talismanie
- Henri-Corneille Agrippa de Nettesheim, La philosophie occulte
- J. A. Belin, Traité des talismans ou figures astrales (1658)
- Jacques Gaffarel, Curiositez inouyes (1629)
- J.-B. Porta, La magie naturelle (1565)
- Chang-Kyum Kim, Cinq cartes talisman, Éditions Visaje, Paris, 2006.
- Chang-Kyum Kim, Talisman I, Éditions Visaje, Paris, 2008.
- Chang-Kyum Kim, Talisman II, Éditions Visaje, Paris, 2008.
- Chang-Kyum Kim, Talisman III, Éditions Visaje, Paris, 2008.
- Soror D.S. et Spartakus FreeMann, Les Sigils, la magie du XXIe siècle, éditions Bussière, Paris, 2010  (ISBN 978-2-85090-334-2)

### Études sur les talismans
- J.-P. Bayard, Les talismans, Tchou, 1974
- Ahmad al-Buni, Shams al-Ma'arif al-Kubra (Le soleil des connaissances), traduit par Pierre Lory et Jean-Charles Coulon, Orient éditions, 2018.
- E. Budge, Amulets and Talismans (1930)
- Claude Lecouteux, Le livre des talismans et des amulettes, Imago, 2004.
- P. A. Riffard, Nouveau dictionnaire de l'ésotérisme, Payot, 2008.
- Don C. Skemer, Binding Words: Textual Amulets in the Middle Ages, Pennsylvania State University Press, 2006
- D. P. Walker, Spiritual and Demonic Magic from Ficino to Campanella, trad. fr.
- Lynn Thorndike, « Traditional Medieval Tracts Concerning Engraved Astrological Images », dans Mélanges Auguste Pelzer, Louvain, Bibliothèque de  I'Universiie, 1947, pp. 217-73.
- Charles Burnett, « Talismans: Magic as Science? Necromancy among the Seven Liberal Arts », dans Magic and Divination in the Middle Ages, Aldershot 1996
- D.Rouach, Les Talismans, Magie et tradition juives, Albin Michel, 1989